# Ocotlán (Tlaxcala)
Pour les articles homonymes, voir Ocotlán.
Ocotlán (du Nahuatl ocotl (pin), qui signifie « lieu des pins ») est une ville de l'état mexicain de Tlaxcala, située au centre de cet état dans l'agglomération de la capitale, Tlaxcala de Xicohténcatl.
La basilique d'Ocotlán, dédiée à la Vierge d'Ocotlán, une apparition mariale de 1541, est un lieu de pèlerinage catholique romain.
Lors du recensement INEGI de 2005, Ocotlán a déclaré une population de 22 082 habitants, ce qui en fait le plus grand établissement de la municipalité de Tlaxcala : plus peuplé encore que la capitale de l'État, qui a déclaré 15 777 habitants.